# Hope Valley, Western Australia
Hope Valley är en ort i Australien. Den ligger i kommunen Kwinana och delstaten Western Australia, omkring 28 kilometer söder om delstatshuvudstaden Perth. Antalet invånare är 213.